# Blyth Spartans AFC
El Blyth Spartans AFC es un equipo de Fútbol de Inglaterra que juega en la Conference North.

## Historia
Fue fundado en septiembre de 1899 en la ciudad de Blyth por Fred Stoker, quien fue el primer secretario del club antes de formar una práctica como médico distinguido en Harley Street de Londres. Pensó que era apropiado nombrar al equipo en honor al ejército espartano griego con la esperanza de que los jugadores lo dieran todo mientras entraban en la 'batalla' en el campo de juego.
Al principio el club jugó solo partidos amistosos antes de unirse a la East Northumberland League en 1901. El primer logro registrado fue un título de liga en 1901, seguido de más títulos en 1905–06 y 1906–07. Luego el club se unió a Northern Football Alliance, permaneciendo allí durante seis temporadas ganando la liga en las temporadas de 1908–09 y 1912–13.
En 1913 el club ascendió y se unió a las filas de los semiprofesionales en la North Eastern League y permaneció allí hasta que esta liga se disolvió en 1958. La feroz competencia significaba que los logros eran pocos y distantes entre sí. Sin embargo, ganaron la liga en la temporada 1936-37 y la copa de la liga en 1950 y nuevamente en 1955. Después de la desaparición de la North Eastern League el club probó suerte en la Midland League y la Northern Counties League, ambas terminando cuando las ligas desaparecieron. A principios de la década de 1960 se vio el resurgimiento de la Liga del Noreste y al club le fue bastante bien. Sin embargo, la liga sufrió muchos problemas y finalmente se retiró para siempre.
El club ahora no tenía una liga semiprofesional adecuada y en 1964 decidió convertirse en aficionado y unirse a las filas de la Liga Norte. Durante los 29 años que el club fue miembro, su récord fue insuperable, ganando el Campeonato en 10 ocasiones y siendo subcampeón en 5 ocasiones. Sin embargo, un nuevo régimen en el club estaba ansioso por ascender en la pirámide de la liga y un impulso exitoso terminó con el ascenso a la Northern Premier League en la temporada 1993-94.

### Sube a la pirámide
La primera temporada del club en la Premier League del Norte fue memorable, ganando el Campeonato de Primera División y la Copa de la Liga de Primera División Unifilla. Desde que obtuvo el ascenso, el club se ha mantenido firme en la división Premier, terminando sexto y séptimo en sus dos primeras temporadas, además de levantar la Copa del Presidente al derrotar al ex equipo de la Conferencia, el Runcorn FC, en la final.
Después de este éxito, los directivos buscaron en primer lugar a John Charlton (hijo de Jack Charlton) seguido de Paul Baker como directores de equipo, pero no pudieron continuar con este éxito, decepcionando a los fanáticos.

### El éxito de Harry Dunn y la Conferencia Norte
Harry Dunn fue nombrado entrenador por segunda vez en octubre de 2004. En 2005-06 Dunn y su asistente Graham Fenton llevaron a los Spartans a ganar la División Premier de la Northern Premier League, así como la Copa del Presidente de la Northern Premier League y el Peter Swailes Memorial Shield, y con ello el ascenso a la Conferencia Norte.
En su primera temporada en la Conferencia Norte, Blyth se consolidó en la mitad superior de la tabla e incluso disfrutó de un breve período en el primer lugar. La temporada terminó con Blyth perdiendo por poco una posición de playoffs en el último día terminando séptimo.
Sin embargo en la siguiente temporada el Blyth se encontró en el extremo opuesto de la tabla, aunque algunas victorias hacia el final de la temporada (incluida una victoria por 2-0 contra los futuros campeones Kettering Town FC) hicieron que Blyth conservara su plaza de Conferencia Norte. La tercera temporada fue una historia similar con Blyth luchando durante gran parte de la temporada, pero las victorias hacia el final de la temporada nuevamente evitaron el descenso. Un resultado relativamente cómodo en el puesto 15 no reflejó la batalla contra el descenso que lo había precedido.
Después de dos campañas exitosas para preservar el estado de la Conferencia Norte, la temporada 2008-09 vio el final del segundo período de Harry Dunn en Croft Park. No se perdió tiempo en nombrar a su sucesor y el 9 de mayo, el exentrenador de reservas de Hartlepool United, Darlington & Sheffield United, Mick Tait, asumió el cargo para su segundo período a cargo en Croft Park.

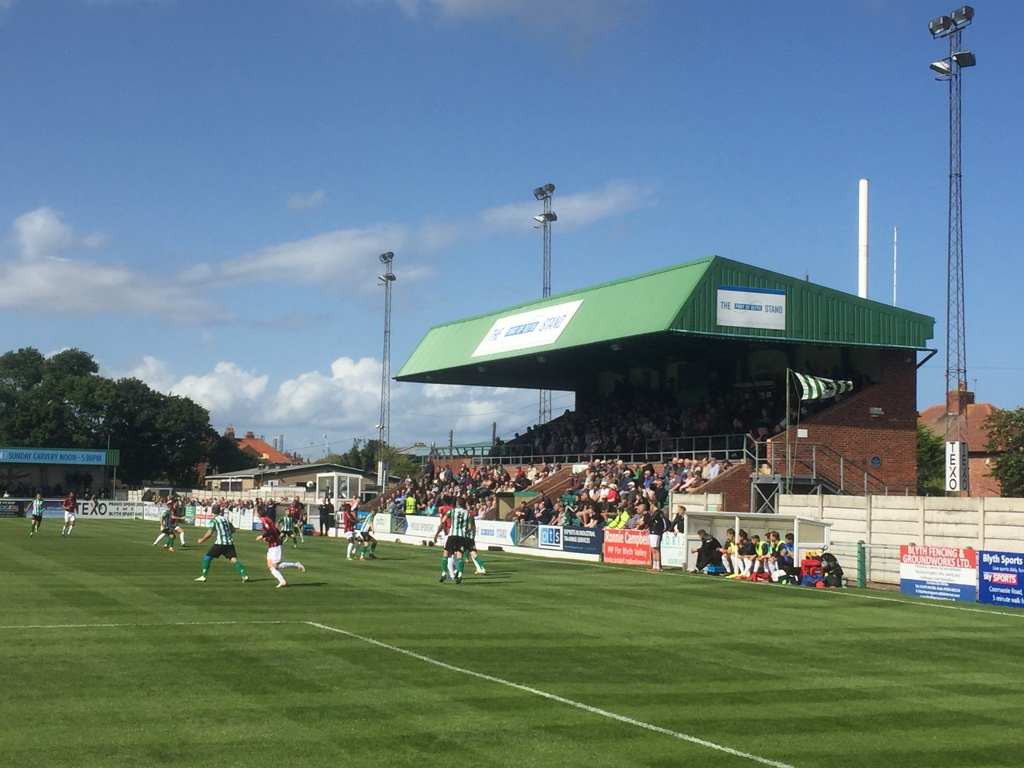
Port of Blyth Stand, Croft Park en 2019

### Descenso y declive
En mayo de 2011 se anunció que el entonces asistente del gerente de Whitley Bay, Steve Cuggy, asumiría el cargo de gerente. Él, junto con su asistente Gavin Fell, hizo una revisión completa del equipo ese verano, dejando que jugadores populares como Robbie Dale se fueran. Tras la emoción inicial tras una buena pretemporada, las actuaciones sobre el terreno de juego fueron pésimas. Sin embargo, Blyth acaba de entrar en la primera ronda de la Copa FA después de vencer a Droylsden FC por 2-1 en casa en la repetición de la cuarta ronda de clasificación, antes de perder 0-2 ante sus rivales del Gateshead FC. Tras la derrota ante FC Halifax Town Steve Cuggy dejó el club en diciembre. Más tarde ese mes, el exjugador del Newcastle United FC, Tommy Cassidy, se hizo cargo, pero las malas actuaciones continuaron. Finalmente el 24 de marzo de 2012 el Blyth Spartans vio confirmado su primer descenso después de una derrota en casa por 1-0 ante Gloucester City FC.
La siguiente pretemporada vio a Blyth perder jugadores de calidad que no fueron reemplazados. La temporada comenzó con resultados mixtos y después de salidas muy tempranas de la Copa FA y el FA Trophy, Cassidy fue despedido. En octubre con el entrenador interino Paddy Atkinson el bajo rendimiento continuó, incluida una derrota a domicilio por 8-1 ante Worksop Town FC. El 8 de marzo, Paddy Atkinson renunció.

### Era de Tom Wade
El 12 de marzo de 2013 se anunció que otro entrenador interino, Tom Wade, ocuparía el cargo hasta el final de la temporada. Después de algunos resultados mejores a principios de abril, Wade recibió una extensión de contrato para la temporada 2013-14. Ese verano, Wade incorporó a jóvenes prometedores como Rob Nolan y Dean Holmes de North Shields. A principios de agosto, Arran Wearmouth firmó con el obispo Auckland por una tarifa de 1500. £ En la temporada 2014-15, los Spartans ganaron la Northumberland Senior Cup y jugaron contra el Birmingham City FC de la FA Championship en la tercera ronda de la FA Cup.

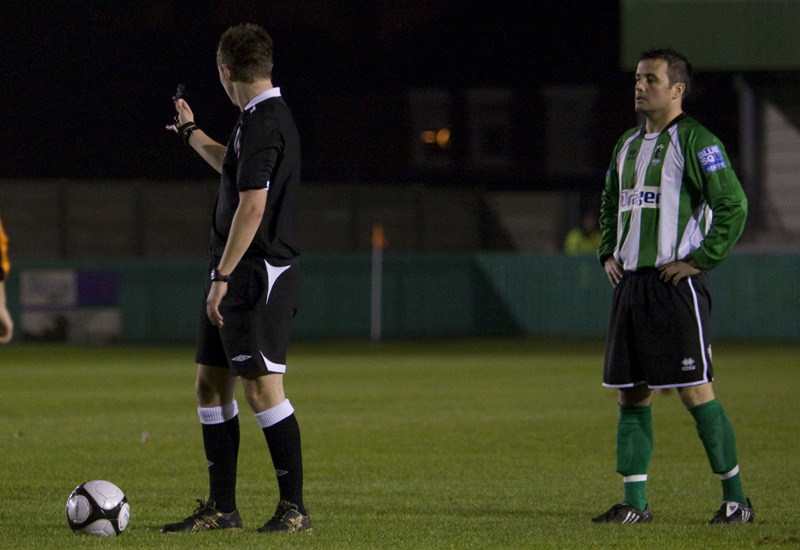
Paul Brayson pateará un tiro libre para el Blyth

En la temporada 2015-16, a pesar de las demostraciones frustrantes en casi todas las competiciones de copa, los Spartans demostraron ser el equipo dominante en su liga. Sin embargo, incluso habiendo alcanzado la impresionante marca de 99 puntos, el Darlington 1883 los derrotó por el título y perdieron la semifinal de los play-offs ante Workington AFC, que terminó 4-3 ante el equipo visitante. Diez días después el Blyth volvió a perder 3-4, esta vez ante North Shields FC, equipo de la Liga Norte, en la final de la Copa Senior de Northumberland en St. James's Park.
Después de una dura derrota en casa por 4-2 ante Morpeth Town FC en la FA Cup de 2016-17 Wade renunció. El exfutbolista profesional Alun Armstrong asumió el cargo directivo.
El club anunció el 22 de septiembre de 2016 que el ex delantero del Ipswich Town FC, Alun Armstrong, fue nombrado entrenador tras la dimisión de Wade. Sus primeros tres juegos como entrenador no fueron bonitos, pero tampoco fueron una vista previa de cómo sería el resto de la temporada para Blyth, ya que los Spartans nunca más en la temporada 2016-17 jugarían tres juegos consecutivos sin ganar. De hecho, lograron dos rachas de 12 juegos sin registrar una sola derrota. En el primero, que duró desde principios de 2017 hasta los últimos días de febrero, los Spartans ganaron sus doce partidos, anotando 44 goles y concediendo solo 11. La racha fue interrumpida por otros contendientes al título (y en última instancia, finalistas en segundo lugar y ganadores de los play-offs) Spennymoor Town FC. Consiguieron el título de liga en casa contra el Halesowen Town FC con tres partidos para el final. Blyth terminó en primer lugar con 101 puntos, dos más que la temporada anterior y 14 por delante de los subcampeones. El título de la Evo Stik Northern Premier League fue el primer título de Armstrong como entrenador, seguido solo unos días después por el segundo, la Northumberland Senior Cup, cuya final fue una repetición de la del año anterior, esta vez con una victoria por 3-2 para los espartanos.
El éxito alcanzado por el club en la temporada 2016-17 significó que los Spartans fueran nuevamente ascendidos a la Liga Nacional Norte, cinco años después de su descenso en 2012.
A fines de 2018, Blyth Spartans fue noticia mundial por firmar un acuerdo de patrocinio con la compañía de viajes norcoreana Visit North Korea, la medida generó controversia entre algunos comentaristas debido al historial de derechos humanos del país.
El 1 de junio de 2019 el Blyth Spartans anunció el nombramiento del ex mediocampista del Newcastle United FC y Sunderland AFC, Lee Clark, como su nuevo entrenador. Lee tiene experiencia previa en la liga de fútbol dirigiendo equipos como Birmingham City FC y Huddersfield Town FC. Con Clark, los Spartans perdieron sus primeros cuatro partidos de liga de la temporada, antes de sumar un punto en Bradford Park Avenue.

## Logros
- Debenhams Cup: 1

1978
- East Northumberland League: 3

1903–04, 1905–06, 1906–07
- Northern Alliance League: 2

1908–09, 1912–13
- North Eastern League: 1

1935-36
- North Eastern League Cup: 1

1950-55
- Northern League: 10

1972–73, 1974–75, 1975–76, 1979–80, 1980–81, 1981–82, 1982–83, 1983–84, 1986–87, 1987–88
- Northern Cup: 5

1972–73, 1977–78, 1978–79, 1984–85, 1991–92
- Northern Premier League Premier Division: 1

2016-17
- Northumberland Senior Cup: 21

1914, 1915, 1932, 1934, 1935, 1936, 1937, 1952, 1955, 1959, 1963, 1972, 1974, 1975, 1978, 1981, 1982, 1985, 1992, 1994, 2015, 2022
- Cairns Cup: 2

1905–06, 1906–07
- Tynemouth Infirmary Cup: 3

1908–09, 1909–10, 1932–33
- Tyne Charity Shield: 2

1913-14, 1925-26
- Northumberland Aged Miners Homes Cup: 5

1909–10, 1911–12, 1919–20, 1936–37, 1938–39
- Northumberland Aged Miners Homes Cup: 1

1920-21
- J.R. Cleator Memorial Cup: 5

1982, 1983, 1984, 1988, 1992
- Beamish Trophy: 4

1993, 1994, 1995, 1997
- UniBond Premier Division Champions: 1

2005-06
- UniBond First Division Champions: 1

1994-95
- UniBond Presidents Cup: 1

1996-97
- UniBond Chairman's Cup: 1

2005-06
- Peter Swailes Memorial Shield: 1

2005-06
- South Tyneside Football Benevolent Fund Gazette Cup: 1

1995-96
- Radio Luxemburg Trophy: 1

1977-78
- Texo Challenge Trophy: 1

2019-20

## Apariciones destacadas en la FA Cup
- 1971–72 Ronda 1: Crewe Alexandra 0–1 Blyth Spartans
- 1971–72 Ronda 2: Blyth Spartans 1–0 Stockport County
- 1971–72 Ronda 3: Blyth Spartans 2–2 Reading
- 1977–78 Ronda 2: Blyth Spartans 1–0 Chesterfield
- 1977–78 Ronda 4: Stoke City 2–3 Blyth Spartans
- 1977–78 Ronda 5: Wrexham 1–1 Blyth Spartans
- 1977–78 Ronda 5 (replay): Blyth Spartans 1–2 Wrexham
- 1995–96 Ronda 1: Bury 0–2 Blyth Spartans
- 1997–98 Ronda 1: Blackpool 4–3 Blyth Spartans
- 2008–09 Ronda 1: Blyth Spartans 3–1 Shrewsbury Town
- 2008–09 Ronda 2: AFC Bournemouth 0–0 Blyth Spartans
- 2008–09 Ronda 2 (replay): Blyth Spartans 1–0 AFC Bournemouth
- 2008–09 Ronda 3: Blyth Spartans 0–1 Blackburn Rovers
- 2014–15 Ronda 1: Blyth Spartans 4–1 Altrincham
- 2014–15 Ronda 2: Hartlepool United 1–2 Blyth Spartans
- 2014–15 Ronda 3: Blyth Spartans 2–3 Birmingham City